# 蒙自葡萄
蒙自葡萄（学名：Vitis mengziensis）是葡萄科葡萄属的植物，为中国的特有植物。分布于中国大陆的云南等地，生长于海拔1,600米的地区，多生于林中，目前尚未由人工引种栽培。